# Horodyschtsche (Perewalsk)
Horodyschtsche (ukrainisch Городище; russisch Городище/Gorodischtsche) ist eine Siedlung städtischen Typs im Osten der Ukraine mit etwa 2500 Einwohnern.

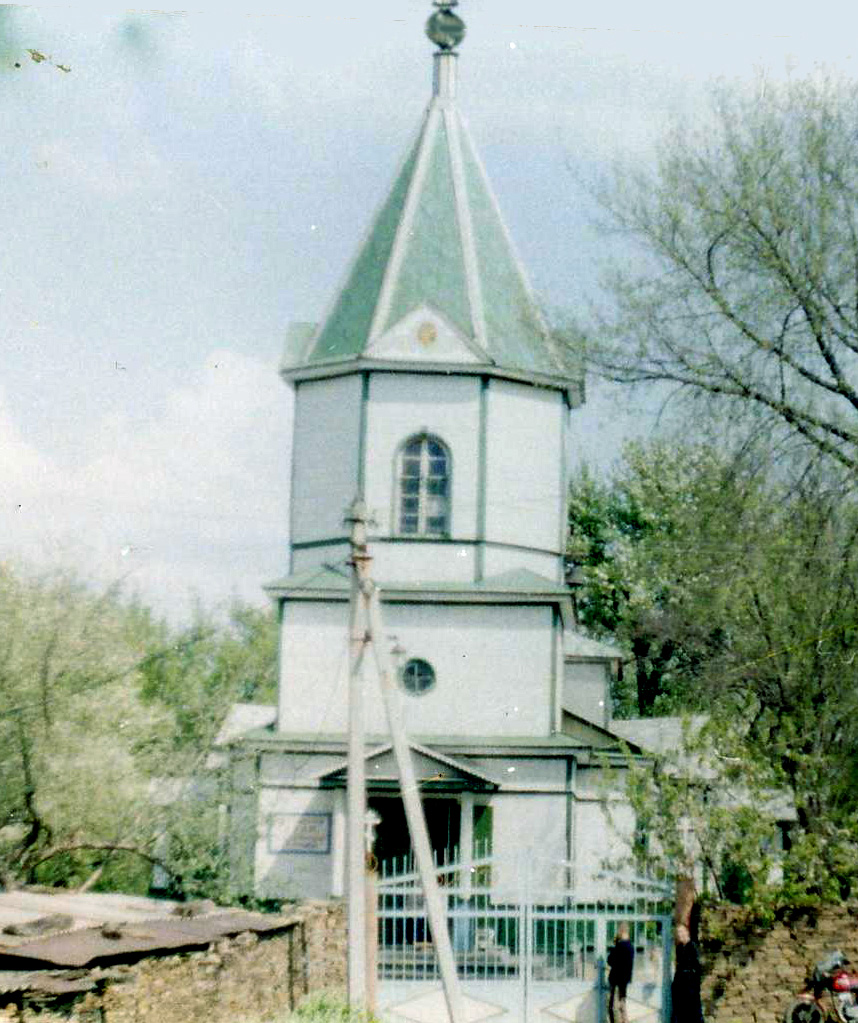
Orthodoxe Kirche im Ort

## Geographie
Der Ort in der Oblast Luhansk liegt am Fluss Bila (Біла), etwa 18 Kilometer südwestlich der Rajonshauptstadt Perewalsk und 55 Kilometer westlich der Oblasthauptstadt Luhansk gelegen.

## Geschichte
Der Ort entstand im 17. Jahrhundert durch russische Altgläubige, im 18. Jahrhundert kamen in den Ort sich hier niederlassende ehemalige Leibeigene, 1964 wurde er zu einer Siedlung städtischen Typs erhoben.
Seit Sommer 2014 ist der Ort im Verlauf des Ukrainekrieges durch Separatisten der Volksrepublik Lugansk besetzt.